# بال بزرگ استخوان پروانه‌ای
بال بزرگ استخوان پروانه‌ای (انگلیسی: Greater wing of sphenoid bone) صفحه پهنی است که در هر دو طرف از تنهٔ استخوان پروانه‌ای به سمت خارج امتداد می‌یابد. یک جفت هستند. این قسمت در تشکیل بخش‌های زیر شرکت می‌کند: بخش مدیال کف حفرهٔ کرانیال میانی، قسمت از حفرات تمپورال و سقف حفرهٔ اینفرا تمپورال دیوارهٔ خارجی اوربیت. بال بزرگ اسفنوئید با قسمت‌های زیر مفصل می‌شود: ۱ – در جلو با استخوان زایگماتیک. ۲- در بالا با استخوان‌های پریتال و فرونتال (در محل پتریون). ۳ – در عقب با بخش‌های اسکواموس و پتروس استخوان تمپورال.